# Regis Felisberto Masarim
Regis Felisberto Masarim (født 6. marts 1973) er en tidligere brasiliansk fodboldspiller.
Han har spillet for flere forskellige klubber i sin karriere, herunder Kashima Antlers.